# Hybovalgus major
Hybovalgus major är en skalbaggsart som beskrevs av K. Sawada 1939. Hybovalgus major ingår i släktet Hybovalgus och familjen Cetoniidae. Artens utbredningsområde är Japan. Inga underarter finns listade i Catalogue of Life.